# Coppia (film)
Coppia è un cortometraggio del 2002, diretto dai registi Paolo Genovese e Luca Miniero.